# Афанасово (Щолковський міський округ)
Афана́сово (рос. Афанасово) — присілок у складі Щолковського міського округу Московської області, Росія.

## Населення
Населення — 13 осіб (2010; 6 у 2002).
Національний склад (станом на 2002 рік):
- росіяни — 100 %